# 謝爾頓 (內布拉斯加州)
謝爾頓（英語：Shelton）是位於美國內布拉斯加州水牛縣及霍爾縣的村。

## 人口
根據2020年美國人口普查的數據，謝爾頓的面積為2.52平方千米，皆為陸地。當地共有人口1034人，而人口密度為每平方千米410人。